# Сумайя бинт Хасан
Сумай́я би́нт Хаса́н (араб. سمية بنت حسن‎; род. 14 мая 1971, Амман) — принцесса Иордании и общественный деятель, вторая дочь принца Хасана ибн Талаля и его жены Сарват аль-Хассан.

## Биография

### Происхождение и образование
Сумайя бинт Хасан родилась 14 мая 1971 года в Аммане в семье принца Хасана ибн Талаля и его жены Сарват аль-Хассан. У неё есть две сестры: принцессы Рахма (род. 1969) и Бадия (род. 1974), а также младший брат – принц Рашид (род. 1979).
Сумайя бинт Хасан получила начальное образование на родине, а затем окончила Шерборн Гёрлз (Дорсет), а затем поступила в Институт искусства Курто, входящий в состав Лондонского университета. Она получила степень бакалавра искусств в области истории искусств, специализируясь на ранних источниках исламского искусства и архитектуры.

### Карьера
С 1991 года принцесса Сумайя возглавляет Технологический университет принцессы Сумайи. Принцесса активно участвует в повседневном управлении университета, который стремится сделать региональным центром исследований и разработок в области ИТ. Этот университет стал ведущим научно-техническим учреждением в Иордании и лидером рейтинга опросов в регионе.
В октябре 2006 года принцесса возглавила Королевское научное общество, которое было основано её отцом. Принцесса Сумайя успешно вернула организацию на прочную финансовую основу и обеспечила ее постоянную значимость для экономического развития и процветания Иордании. Принцесса Сумайя сделала эту организацию центром науки и исследований в регионе и начала работу по созданию в нем Национальной академии наук. 
Она занимает должность заместителя председателя Высшего совета по науке и технологиям, государственного органа, консультирующего по вопросам государственной политики, науки и технологий. Принцесса Сумайя также является основателем Центра предпринимательства королевы Рании, первого в Иордании университетского центра предпринимательства для начинающих студентов-предпринимателей.
В июне 2017 года принцесса Сумайя была назначена специальным послом ЮНЕСКО по вопросам науки на благо мира. В ноябре того же года принцесса Сумайя председательствовала на Всемирном научном форуме, который проходил в Иордании и впервые прошёл на территории Ближнего Востока под девизом «Наука ради мира». 
С 2019 по 2022 год принцесса Сумайя занимала пост президента Всемирной ассоциации организаций промышленных и технологических исследований (WAITRO).

## Семья
В августе 1992 года принцесса Сумайя вышла замуж за Нассера Джудеха, занимавшего с 2009 по 2017 год пост министра иностранных дел. У супругов четверо детей: близнецы Тарик и Зейн (род. 1994), сын Али (род. 1996); и дочь Сукайна (род. 1998).